# Sindhu Vee
Sindhu Venkatanarayanan (Nova Deli, 19 de junho de 1969) é uma atriz e comediante indiana que vive e se apresenta no Reino Unido sob o nome artístico Sindhu Vee. Com a maior parte de sua carreira artística dedicada à comédia stand-up, tem participado de várias atrações televisivas, radiofônicas e digitais, além de algumas produções cinematográficas. 

## Vida e carreira

### Família e primeiros anos
Sindhu Vee nasceu em Nova Deli, Índia, filha de um funcionário público tâmil e uma professora de Uttar Pradesh. Segunda de duas irmãs, morou em Delhi, Lucknow e nas Filipinas. Estudou nas universidades de Delhi, Oxford, Chicago e McGill. Trabalhou no setor bancário como uma "comerciante de títulos de alto risco" em Londres, permanecendo nesse emprego até por volta dos 40 anos. A artista mora em Londres com seu marido dinamarquês, que é financista, e três filhos.

### Carreira no entretenimento
Vee começou a fazer comédia stand-up em 2012 e já se apresentou nos palcos do Reino Unido, Índia e Estados Unidos. Entre 2013 e 2017, participou anualmente do Festival Fringe de Edimburgo. Ela já recebeu vários reconhecimentos por seu trabalho com humor, incluindo uma indicação ao Prêmio New Comedy da BBC em 2016, o segundo lugar no Leicester Mercury Comedian of the Year de 2017 e a terceira colocação no NATYS: New Acts of the Year Show de 2017. Participou como convidada de muitos programas da televisão britânica, tais como Have I Got News For You e Would I Lie To You? na BBC One, Richard Osman's House of Games e QI na BBC Two e  Alan Davies: As Yet Untitled no Dave.
A partir de 2018, passou a apresentar o podcast Comedy of the Week na BBC Radio 4, onde também participou dos programas Quote... Unquote e The Unbelievable Truth. Como atriz, destacam-se sua interpretação de Sra. Anand na segunda temporada da série Sex Education, da Netflix, e a participação em Starstruck, série da BBC. Seu primeiro trabalho de destaque no cinema foi o papel de Sra. Phelps no filme Roald Dahl's Matilda the Musical (2022), também da Netflix.

## Filmografia

### Cinema
| Ano  | Título                           | Papel        | Notas                               | Ref.   |
| ---- | -------------------------------- | ------------ | ----------------------------------- | ------ |
| 2018 | Say My Name                      | Detetive Raj |                                     | [ 10 ] |
| 2021 | The Importance of Being Earnest  | Libby        | Produção teatral, fílmica e digital | [ 16 ] |
| 2022 | Roald Dahl's Matilda the Musical | Sra. Phelps  |                                     | [ 15 ] |

### Televisão
| Ano  | Título                                       | Papel             | Notas                      | Ref.   |
| ---- | -------------------------------------------- | ----------------- | -------------------------- | ------ |
| 2017 | Ahir Shah's Summer                           | Sapna             | Sitcom de episódio único   | [ 10 ] |
| 2018 | Sick of It                                   | Esposa do químico | Episódio: "The Scream"     | [ 10 ] |
| 2018 | Sindhu Vee's Comedy Short: Live And Let Love | Preeti, Mummy     | Sitcom; também roteirista  | [ 10 ] |
| 2018 | Bounty                                       | Shazia            | Sitcom online do Channel 4 | [ 10 ] |
| 2020 | Sex Education                                | Sra. Anand        | 2 episódios                | [ 10 ] |
| 2020 | Feel Good                                    | Karen             | Temporada 1                | [ 10 ] |
| 2021 | Starstruck                                   | Sindhu            | 3 episódios                | [ 10 ] |